# Sweta hallucinata
Sweta hallucinata (лат.) — вид прыгающих цикадок (Cicadellidae) из подсемейства Typhlocybinae (триба Dikraneurini). Эндемики Юго-восточной Азии. Обнаружены на границе северо-восточной Индии (Мизорам) с Таиландом в центральном Таиланде (Лампанг, Пхетчабун). Длина самцов 3,5—3,8 мм, ширина через глаза 0,75 мм, ширина через задний край пронотума 0,8 мм. Длина самок 3,8—3,9 мм, ширина через глаза 0,8 мм, ширина через задний край пронотума 0,9 мм. Общая окраска от беловато-молочной до палево-желтоватой. Пронотум увеличенный и сильно выпуклый. Голова возвышается своим задним краем над грудью. Крылья относительно крупные, широкие и прозрачные. Макросетальная формула задних бёдер равна 2+1. Родовое название Sweta происходит от санскритского слова, означающего белый цвет, а видовое — от латинского hallucinor («сон»). Вид предположительно очень редкий и был найден (два самца и две самки, все из разных мест) только после обработки полумиллиона экземпляров насекомых из 3000 ловушек Малеза.